# The Living Daylights
«The Living Daylights» — сингл альбому «Stay on These Roads» норвезького гурту a-ha, що вийшов 22 червня 1987 року. Пісня стала офіційним саундтреком однойменного фільму «The Living Daylights» про Джеймса Бонда, відомого в українському прокаті як «Іскри з очей».

## Музиканти
- Пол Воктор-Савой (Paul Waaktaar-Savoy) (6 вересня 1961) — композитор, гітарист, вокалист.
- Магне Фуругольмен (Magne Furuholmen) (1 листопада 1962) — клавішник, композитор, вокаліст, гітарист.
- Мортен Гаркет (Morten Harket) (14 вересня 1959) — вокаліст.

## Композиції

### 7"
| #  | Назва                                 | Тривалість |
| -- | ------------------------------------- | ---------- |
| 1. | «The Living Daylights»                | 4:04       |
| 2. | «The Living Daylights (instrumental)» | 4:40       |

### 12"
| #  | Назва                                 | Тривалість |
| -- | ------------------------------------- | ---------- |
| 1. | «The Living Daylights (Extended Mix)» | 6:59       |
| 2. | «The Living Daylights»                | 4:04       |
| 3. | «The Living Daylights (Instrumental)» | 4:40       |

## Позиції в чартах
| Чарт (1987)                      | Найкраща позиція |
| -------------------------------- | ---------------- |
| Норвезький сингл-чарт            | 1                |
| Австралійський сингл-чарт        | 29               |
| Австрійський сингл-чарт          | 18               |
| Канадський сингл-чарт            | 35               |
| Данський Top 40 сингл-чарт       | 11               |
| Французький сингл-чарт           | 21               |
| Німецький сингл-чарт             | 8                |
| Ірландський сингл-чарт           | 2                |
| Італійський сингл-чарт           | 3                |
| Японський сингл-чарт             | 42               |
| Польський сингл-чарт             | 3                |
| Південно-африканський сингл-чарт | 5                |
| Іспанський сингл-чарт            | 30               |
| Шведський сингл-чарт             | 3                |
| Швейцарський сингл-чарт          | 8                |
| Британський сингл-чарт           | 5                |